# Мері Вайнберг
Мері Вайнберг  (англ. Mary Wineberg, 3 січня 1980) — американська легкоатлетка, олімпійська чемпіонка.

## Виступи на Олімпіадах
| Олімпіада  | Дисципліна              | Місце     |
| ---------- | ----------------------- | --------- |
| Пекін 2008 | біг на 400 метрів       | 5 h1 r2/3 |
| Пекін 2008 | естафета 4 x 400 метрів | 1         |